# Simbangdesa
Simbangdesa is een bestuurslaag in het regentschap Batang van de provincie Midden-Java, Indonesië. Simbangdesa telt 1914 inwoners (volkstelling 2010).